# Богачёво (Башкортостан)
Богачёво (баш. Богачёво) — деревня в Ишмурзинском сельсовете Баймакского района Республики Башкортостан России.
С 2005 года имеет современный статус.

## Географическое положение
Находится на берегу реки Таналык.
Расстояние до:
- районного центра (Баймак): 24 км,
- центра сельсовета (Ишмурзино): 7 км,
- ближайшей железнодорожной станции (Сибай): 67 км.

## История
Название происходит от фамилии Богачёв.
Статус деревни село получило согласно Закону Республики Башкортостан от 20 июля 2005 года № 211-з «О внесении изменений в административно-территориальное устройство Республики Башкортостан в связи с образованием, объединением, упразднением и изменением статуса населенных пунктов, переносом административных центров», ст.1:

6. Изменить статус следующих населенных пунктов, установив тип поселения — деревня:

5) в Баймакском районе:…

б) села Богачево Ишмурзинского сельсовета

## Население
| 2002 | 2009 | 2010 |
| ---- | ---- | ---- |
| 339  | ↘301 | ↘254 |

Национальный состав
Согласно переписи 2002 года, преобладающая национальность — русские (80 %).

## Памятники природы
Горы Балта-тау и Топор-тау в окрестностях деревни объявлены памятником природы. Данная территория объявлена особо охраняемой природной территорией, на которой представлено одно из эталонных сообществ степной флоры с произрастанием редких видов растений.